# Giacomo Gates

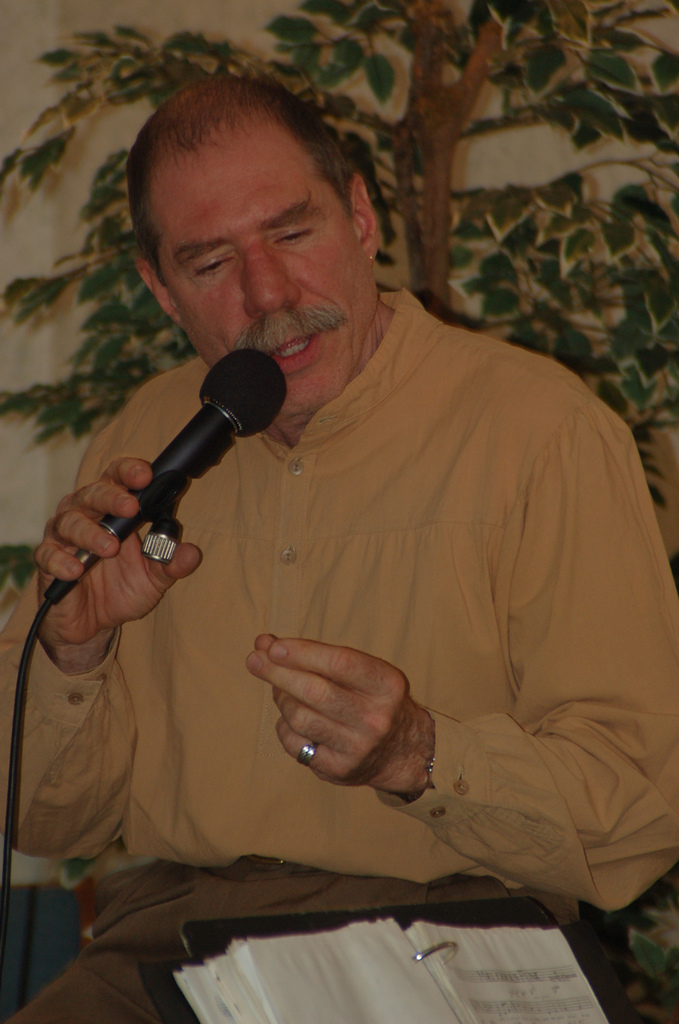
Giacomo Gates (2009)

Giacomo Gates (* 1950 in Connecticut) ist ein US-amerikanischer Jazz-Sänger und Pianist.

## Leben und Wirken
Giacomo Gates greift in seinem Gesang die Vocalese-Technik auf, die u. a. von Eddie Jefferson Anfang der 60er Jahre eingeführt wurde, als er Bebop-Solos sang. Er trat bereits mit sechs Jahren öffentlich auf, hatte Unterricht in Stepptanz, lernte mit acht Jahren Gitarre und sang bei Hochzeiten die Lieder des Great American Songbook. Nach der Highschool besuchte er ein Jahr das College, danach eine Ingenieursschule. Seine Berufslaufbahn begann er als Montagearbeiter, u. a. an Pipelines in Alaska; er lebte dann zwölf Jahre in Washington State und Arizona. Als ihn bei einem Workshop in Fairbanks Sarah Vaughan ermutigte, sich wieder dem Gesang zuzuwenden, kehrte er schließlich in seinen Heimatstaat Connecticut zurück und trat im Raum New York auf. Unter dem Eindruck von klassischen Jazzaufnahmen entwickelte er Anfang der 90er Jahre einen Instrumenten ähnlichen Gesangsstil, der sich an seine Vorbilder Eddie Jefferson, Lambert, Hendricks & Ross, Mose Allison, Joe Williams, Al Hibbler, Babs Gonzales und andere anschließt. Helen Keane produzierte dann 1995 sein erstes Album, bei dem er von einer Rhythmusgruppe aus Harold Danko, Rufus Reid und Akira Tana begleitet wurde. 2002 wirkte er an dem von Eddie Landsberg geleiteten Tributalbum Remembering Eddie Jefferson mit. In New York trat er begleitet von dem Bassisten Steve LaSpina auf.
2012 erhielt er den Rising Star Award des Kritiker-Polls von Down Beat.

## Diskographische Hinweise
- Blue Skies (DMP, 1995)
- Fly Rite (Sharp Nine, 1998)
- Centerpiece (Origin, 2004)
- Luminosity(AAO, 2008)
- The Revolution Will Be Jazz: The Songs of Gil Scott-Heron (2011)
- What Time Is It? (Savant, 2017)